# Радужное (Днепропетровская область)
Радужное (укр. Райдужне, до 2016 года — Коммунаровка (укр. Комунарівка) — село,
Лиховский поселковый совет,
Пятихатский район,
Днепропетровская область,
Украина.
Код КОАТУУ — 1224555601. Население по переписи 2001 года составляло 734 человека .

## Географическое положение
Село Радужное находится в 4-х км от правого берега реки Омельник,
на расстоянии в 1,5 км от села Новоанновка (Верхнеднепровский район),
в 3,5 км от пгт Лиховка.
Рядом проходит автомобильная дорога Т-0423.

## Экономика
- ООО «Коммунар».

## Объекты социальной сферы
- Школа.

## Достопримечательности
- Братская могила советских воинов.
- Фельдшерский пункт.